# Dialecto madeirense

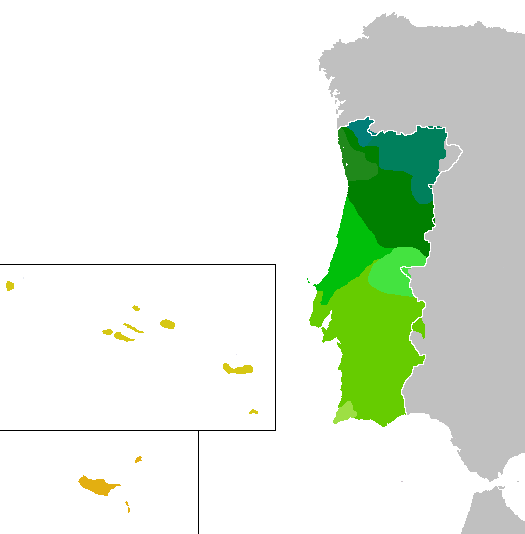
Un mapa de los dialectos portugueses.

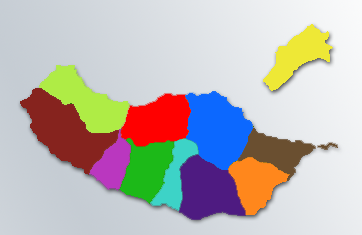
División Administrativa de la Región Autónoma de Madeira.

El dialecto de Madeira es un dialecto portugués europeo distinto que se habla en el archipiélago de Madeira.
Este dialecto suele clasificarse como un dialecto del "portugués insular", estando más relacionado con los dialectos de las Azores, el sur de Portugal  (principalmente las regiones de Miño y del Algarve, quien son los primeros pobladores de la isla), y el noreste de Brasil. Tenía todos de los influidos y más porque era más importancia como un ubicación central (entre Las Américas, Europa, y África) durante la época colonia desde el siglo XV.

## Fonética
El dialecto de Madeira presenta una variación fonética considerable, no solo entre las islas de Madeira y Porto Santo, sino incluso dentro de la propia Madeira. Esto podría deberse a la accidentada orografía del territorio, que, junto con los sinuosos caminos, provocaron, durante siglos, el relativo aislamiento entre las distintas localidades.
Características comunes a todos los subdialectos madeirenses:
- Palatalización de la consonante 'l' cuando es precedida por la vocal 'i' [2] (Los portugueses se pronuncian "lh" como si los hispanohablantes se pronuncian "ly"). Ejemplos: «familia» (léase famílhia ), vila (léase vilha), (léase aquilho) , Filipe (léase Filipe ).
- La conservación de la vocal final 'e' en verbos, como «fazer» (lido fazre o fazri ), «comer» (lido comêre o comêri ), «falar» (lido falare o falari ).

Características que no están presentes en todos los subdialectos:
- Diptongación de la vocal de la sílaba acentuada, añadiendo una 'u' antes de la misma vocal, como «olho» (léase uôlho o uôlhe ), «formiga» (léase formúiga ), «livro» (léase lúivro o lúivre ),
- Sustitución de la terminación 'o' al final de las palabras por 'e'. Ejemplos: «osso» (lido osse ), «macaco» (lido macaque ), «carro» (lido carre ), «Ronaldo» (lido Ronalde ).
- Sustitución de las terminaciones "agem" por "age". Ejemplos: «paragem» (lido parage ), «viagem» (lido viagem ).
- La tercera persona del plural del pasado perfecto del indicativo 'am' se reduce a 'u'. Ejemplos: «ficaram» (lido ficáru), foram (lido fôru ).
- Sustitución de "os" y "as" por "ui" y "ai", respectivamente.

Con varias similitudes con el sur de la península portuguesa, las Azores y Brasil, el dialecto de Madeira muestra una preferencia por el uso del gerundio y el pronombre a gente en lugar de nós. En cuanto al pronombre vos (el mismo de "os" en español), como la mayoría del país, no se usa, sino se usa "vocês" (el mismo de ustedes en español) .

## Grabaciones de sonido
- Escuche Archivado el 28 de noviembre de 2016 en Wayback Machine.  grabación sonora recogida en Câmara de Lobos .
- Escuche Archivado el 4 de noviembre de 2011 en Wayback Machine.  grabación de sonido recopilada en Porto Santo .
- Escuche Archivado el 4 de noviembre de 2011 en Wayback Machine.  grabación sonora recogida en Porto da Cruz .
- Escuche Archivado el 4 de noviembre de 2011 en Wayback Machine.  grabación sonora recogida en Caniçal .